# Werkstatt von Athen 706

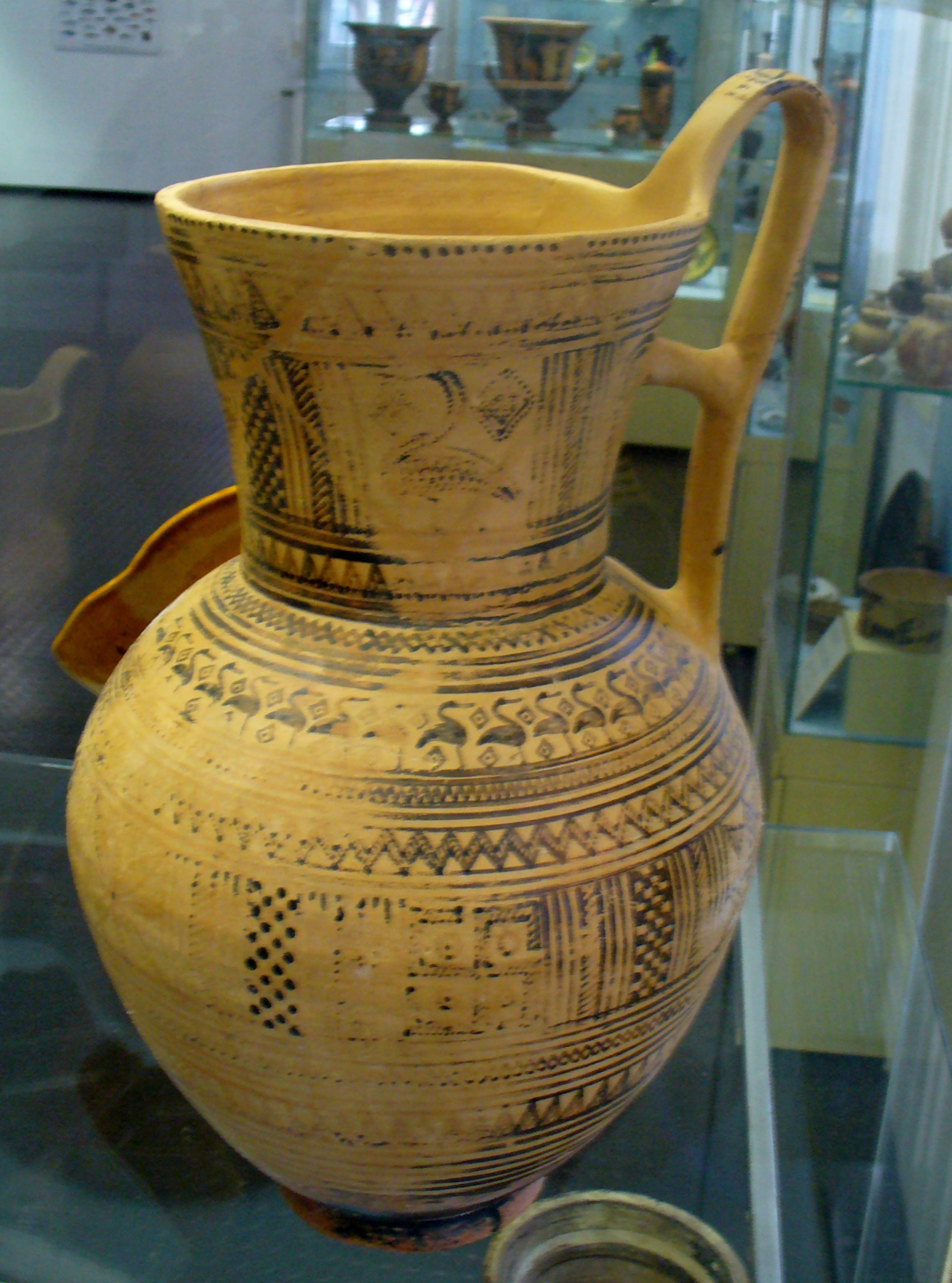
Attisch-spätgeometrische Kanne wohl aus der Werkstatt von Athen 706, um 735–720 v. Chr. Am Hals, auf der Schulter und unter dem Henkel stilisierte Wasservögel. Antikensammlung der Universität Gießen

Als Werkstatt von Athen 706 wird eine attisch-spätgeometrische Keramikwerkstatt bezeichnet, die ins letzte Drittel des 8. Jahrhunderts v. Chr. datiert wird.
Die Werkstatt von Athen 706 steht am Übergang von der spätgeometrischen SG-I- zur SG-II-Phase. In der Werkstatt wurden vor allem Kannen und untersetzte Amphoren mit gerundetem Körper produziert. Die dargestellten Tiere wirken ausgehungert und degeneriert. Das Wolfszahn-Ornament  bestand in der oberen Reihe aus kleinen Dreiecken, die nur in einer Reihe schraffiert waren, in der unteren Reihe waren sie groß und kreuzweise schraffiert.